# 莫斯托夫斯基塌陷引理
在数理逻辑中，根據莫斯托夫斯基塌陷引理（英語：Mostowski collapse lemma），对任何结构 S，它带有良基关系 R 使得对 S 的每个元素 x  有 {y : y R x} 是集合，并且使得 R 满足外延性，则存在一个传递类 C（可能是真类），它在成员关系下的结构同构于 S。这个同构映射 S 的每个元素 x 到 S 的有着 y R x 的元素 y 的像的集合。該引理得名于安德烈·莫斯托夫斯基。